# Erannis kempnyaria
Erannis kempnyaria är en fjärilsart som beskrevs av Galvagni 1907. Erannis kempnyaria ingår i släktet Erannis och familjen mätare. Inga underarter finns listade i Catalogue of Life.